# Апелн
Апелн (њем. Appeln) општина је у њемачкој савезној држави Доња Саксонија. Једно је од 57 општинских средишта округа Куксхафен. Према процјени из 2010. у општини је живјело 471 становника. Посједује регионалну шифру (AGS) 3352001.

## Географија
Апелн се налази у савезној држави Доња Саксонија у округу Куксхафен. Општина се налази на надморској висини од 14 метара. Површина општине износи 14,5 km². У самом мјесту је, према процјени из 2010. године, живјело 471 становника. Просјечна густина становништва износи 32 становника/km².